# Durio grandiflorus
Durio grandiflorus är ett halvstort träd som kan bli upp mot 30 meter högt. Dess frukt är en av de ätbara frukterna i släktet durio, så kallade durian. Frukten har gult fruktkött.
Arten förekommer ursprunglig på Borneo. Den ingår i skogar med dipterokarpväxter. Frukterna plockas och äts. Durio grandiflorus kan bilda hybrider med andra arter av samma släkte.
Frukten har däremot lite näringsvärde och den undviks av öns befolkning.
Populationens storlek är okänd. IUCN listar arten som sårbar (VU).